# Greatest Indians
De Greatest Indians is een verkiezing van de grootste Indiër. De winnaars werden niet verkozen aan de hand van een tv-reeks, zoals bij andere verkiezingen, maar door middel van een tijdschrift.
Mahatma Gandhi, de leider van de onafhankelijkheidsstrijd en vader der natie, werd uit de verkiezing gehouden. De redenering was dat hij door de meeste Indiërs gevolgd zou worden en dat hij hierdoor boven de verkiezing staat.

## Top 10
- 1 - Moeder Teresa
- 2 - Jawaharlal Nehru
- 3 - Vallabhbhai Patel
- 4 - Indira Gandhi
- 5 - J.R.D. Tata
- 6 - B.R. Ambedkar
- 7 - Dhirubhai Ambani
- 8 - Sachin Tendulkar
- 9 - J.P. Narayan
- 10 - Atal Bihari Vajpayee